# 틴들 효과

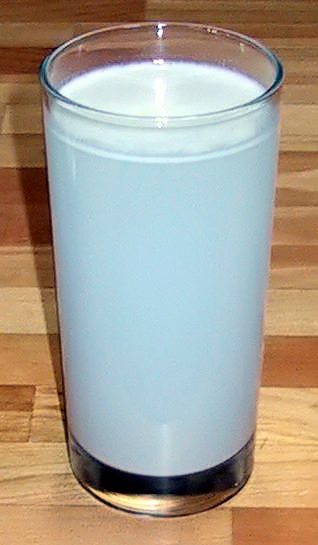

틴들 효과는 가시광선의 파장과 비슷한 미립자가 분산되어 있을 때 빛을 비추면 산란되어 빛의 통로가 생기는 현상이다. 이 현상은 영국의 물리학자 존 틴들에 의해 연구되었다. 현미경으로도 관찰할 수 없는 미립자에 빛을 비추고 옆에서 확인해 반짝이는 점의 위치로 미립자를 파악할 수 있다. 빛이 산란되는 정도는 미립자의 크기가 클수록 심해지기 때문에 이를 이용하여 미립자의 크기를 알 수 있다. 맑은 하늘이 푸르게 보이거나 등대의 빛을 옆에서 보면 빛의 통로가 생기는 것도 틴들 효과에 의한 것이다.

## 갤러리

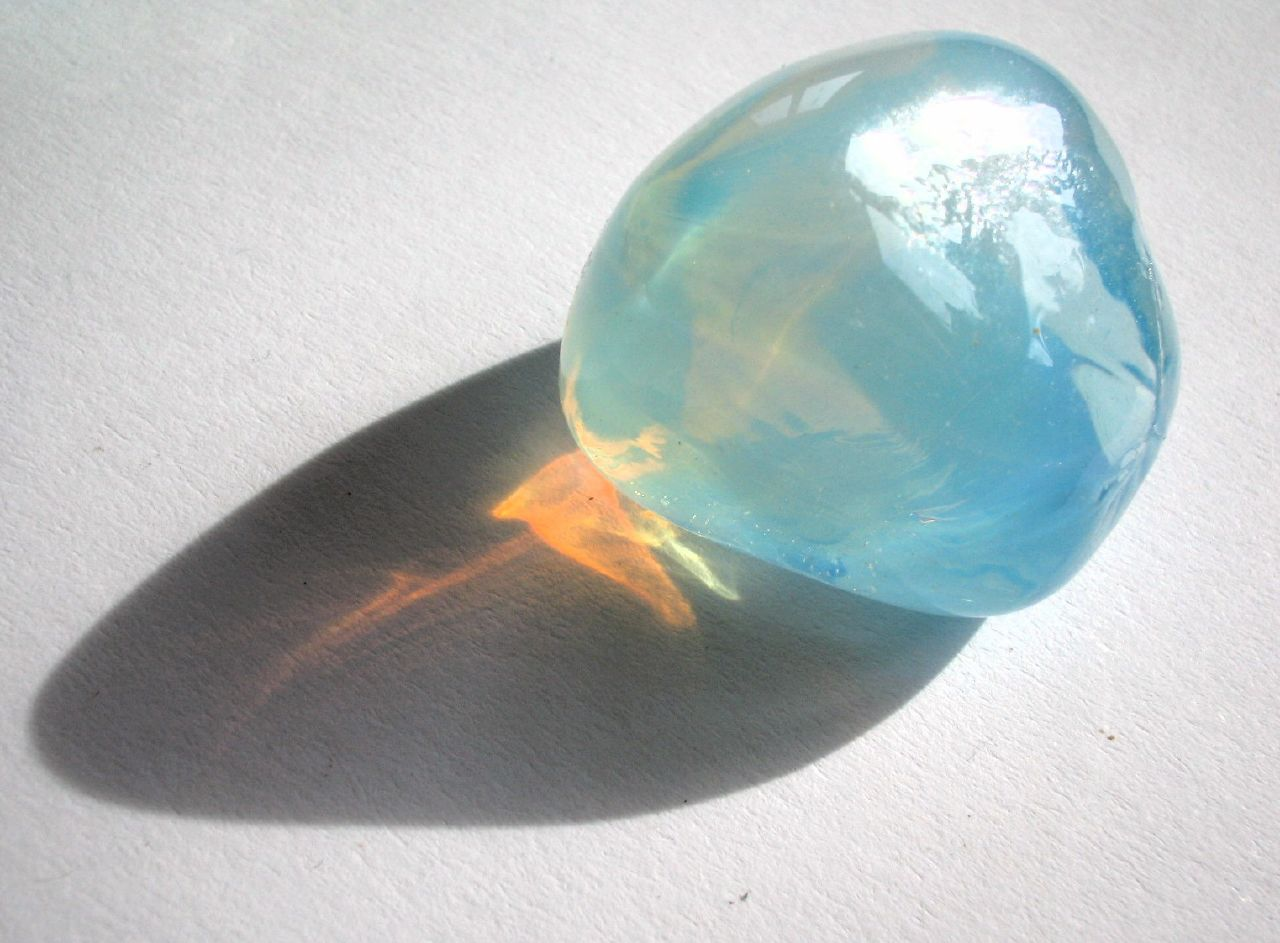
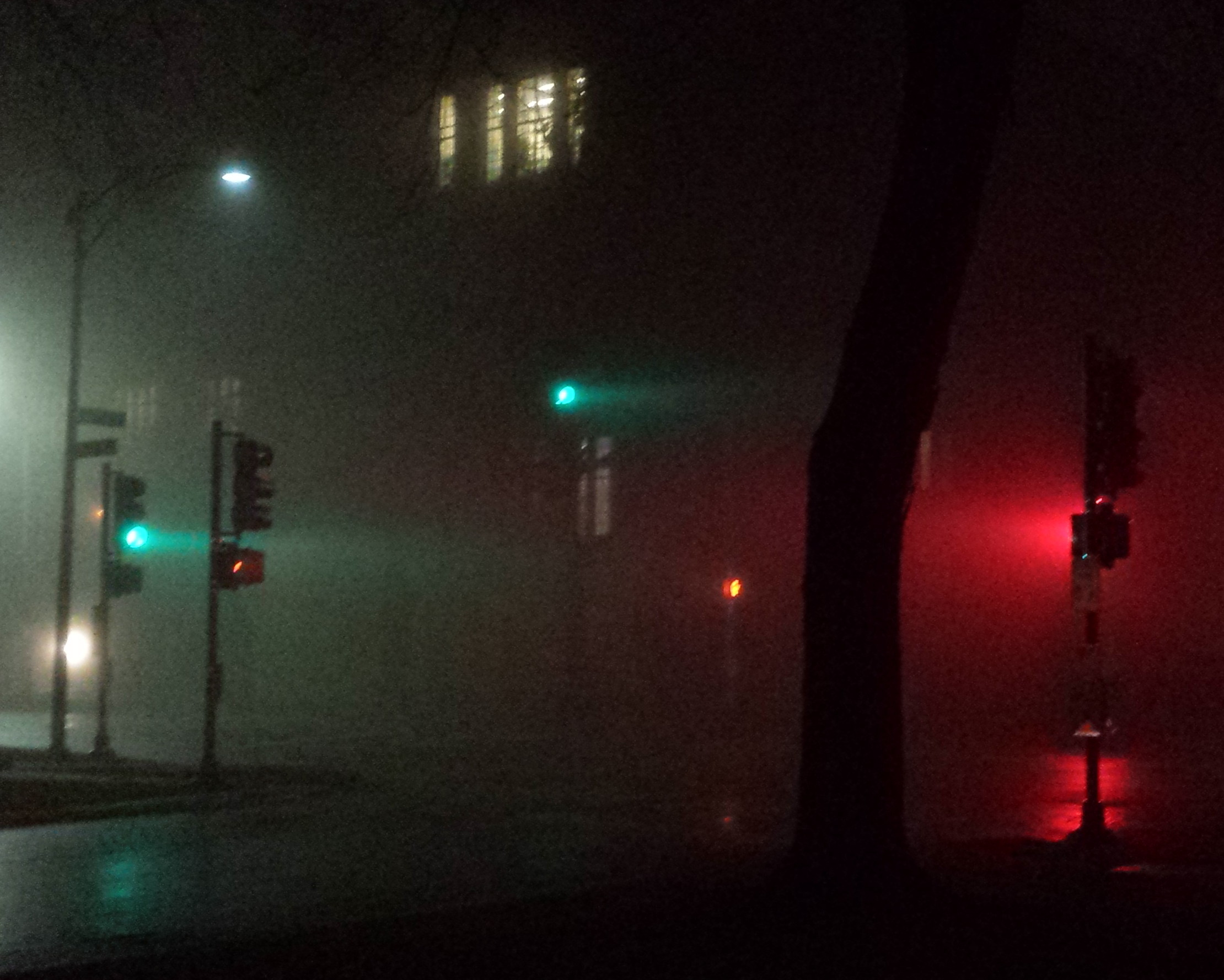
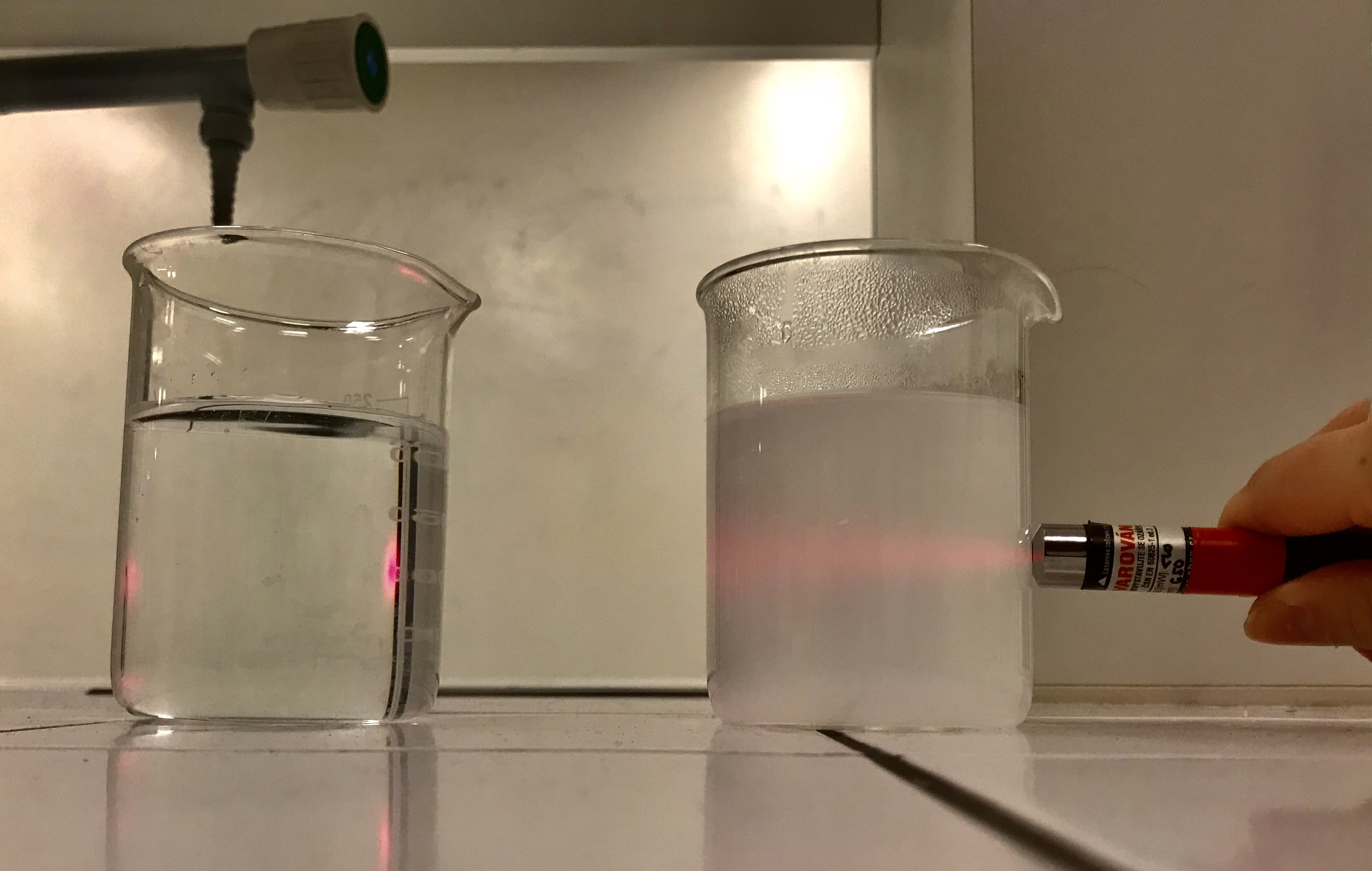
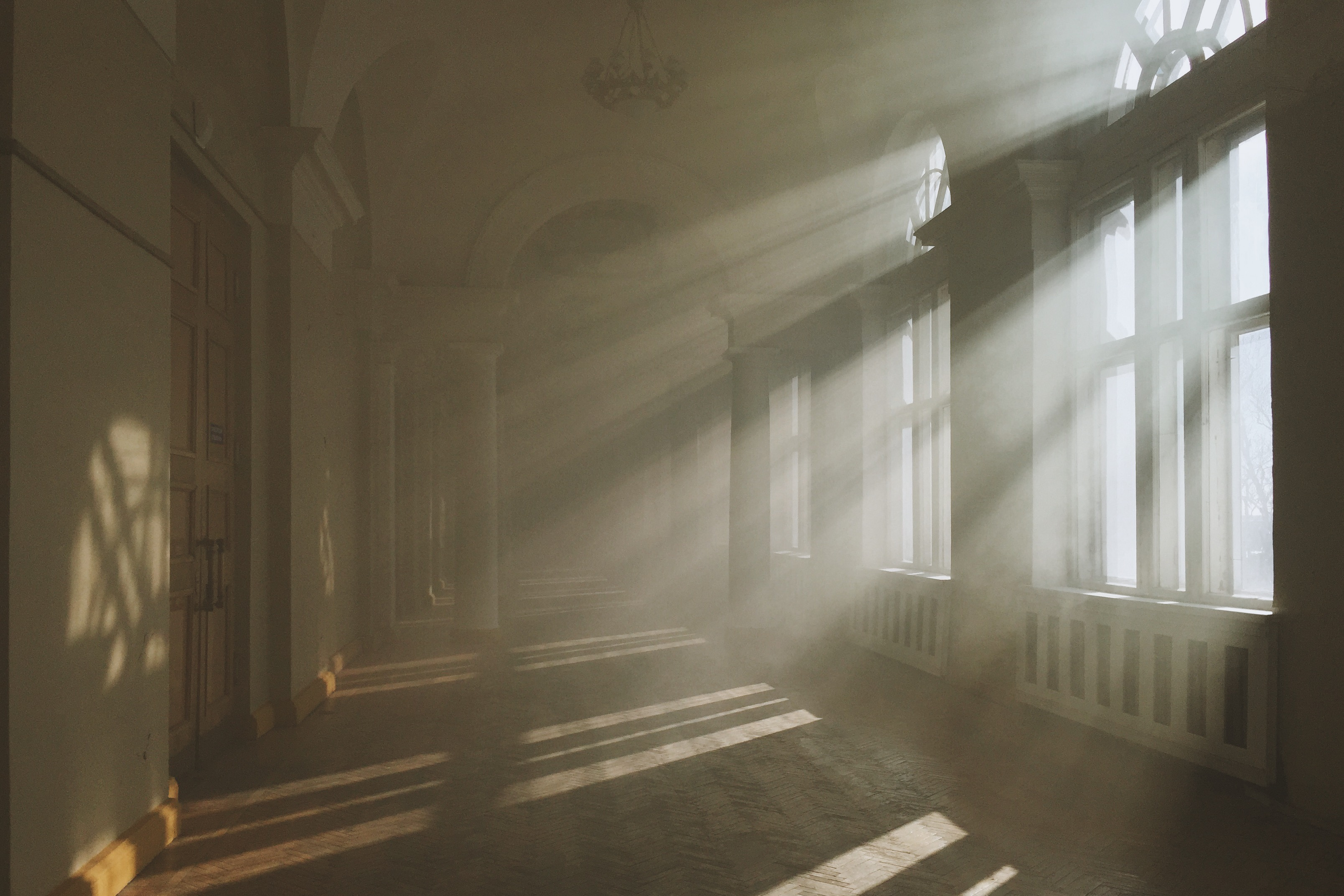
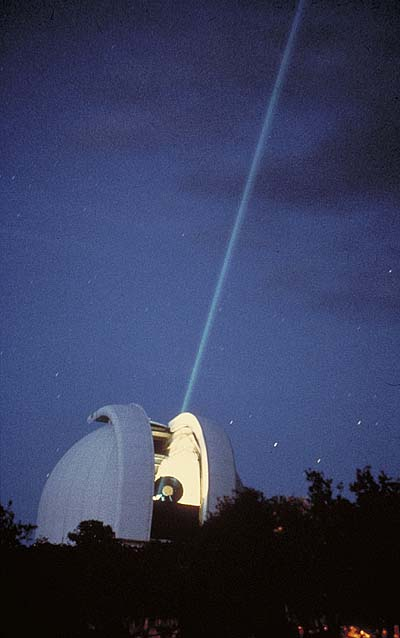
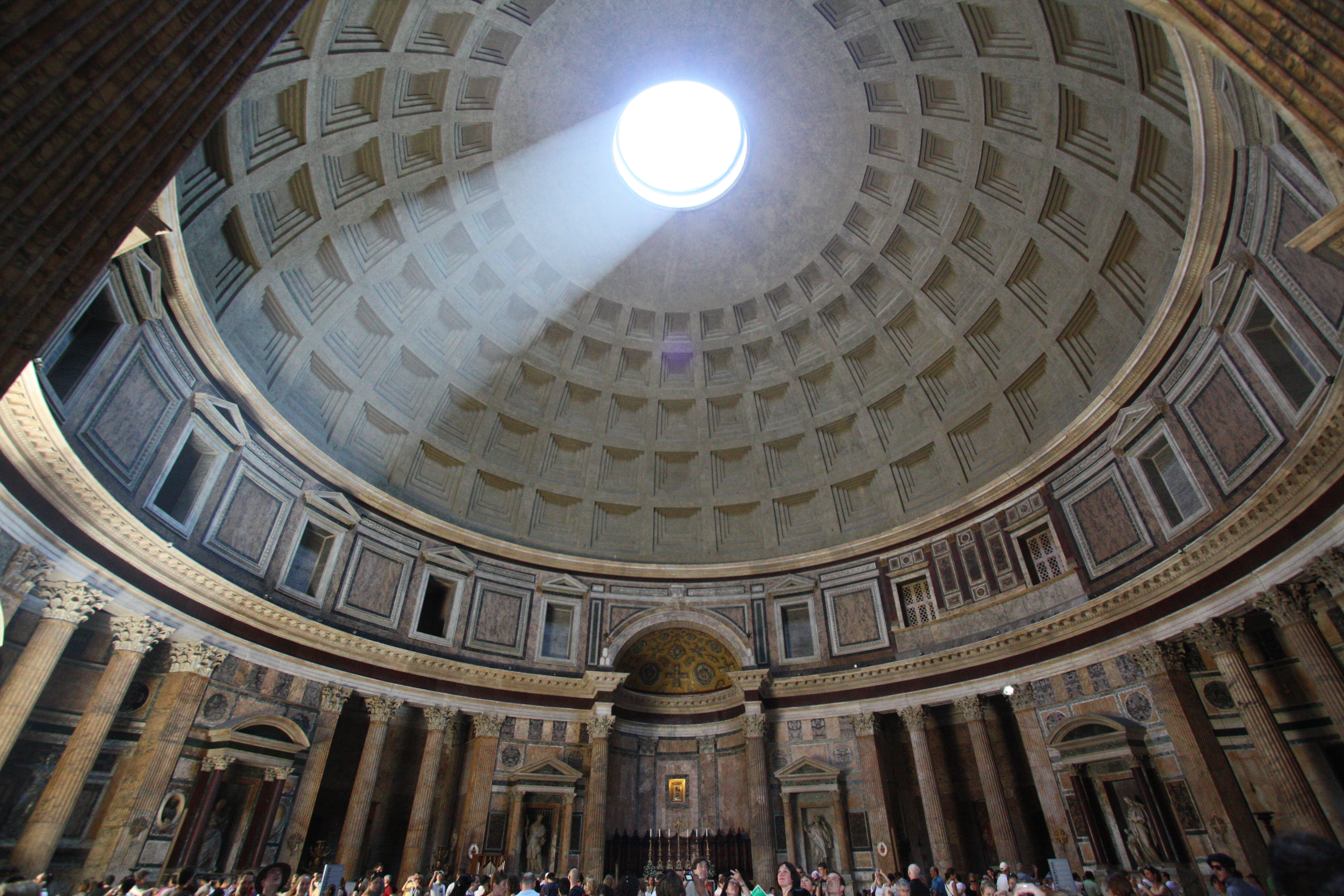
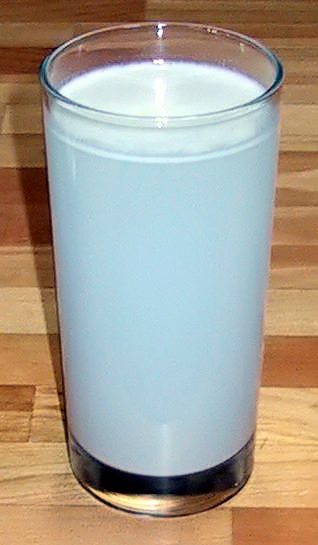

## 같이 보기
- 산란
- 투명
- 한외현미경